# モブノデレラ/神様の言うとーり!
「モブノデレラ/神様の言うとーり!」（モブノデレラ/かみさまのいうとーり!）は、日本の女性アイドルグループ・≠MEのシングル。作詞は指原莉乃、「モブノデレラ」の作曲は関口颯太、杉山勝彦、「神様の言うとーり!」の作曲は齋藤奏太が担当した。2025年4月30日に≠MEの10thシングルとしてキングレコードから発売された。≠MEとしては初となる両A面シングルである。楽曲のセンターポジションは冨田菜々風が務めた。

## 概要
Type-A・Type-B・Type-C（CD+DVD）、ノイミー盤（CDのみ）の4形態でのリリース。
『モブノデレラ』というワードは「物語の最後に報われるシンデレラとは違い、決して主人公にはなれないその他大勢の役名の無い“モブ”として生きている私、そして誰もが持つ孤独感や絶望」を表している。
2024年12月27日、≠MEがTVアニメ「甘神さんちの縁結び」2ndクールのエンディングテーマを担当することが決定し、楽曲タイトルが「神様の言うとーり!」であることが発表された。2025年1月14日深夜より同アニメの放送が開始しTVサイズが解禁され、1月22日より「神様の言うとーり!(TVサイズ)」の配信がスタートした。
2025年2月1日、さいたまスーパーアリーナで行われた「≠ME 6th ANNIVERSARY PREMIUM CONCERT」にて「神様の言うとーり!」を初披露し、フルサイズが初解禁された。
2025年2月25日、グループ結成6周年を記念して行われた生配信にて10thシングル発売が発表された。

2025年4月29日、埼玉・越谷レイクタウンにて開催予定だったリリースイベントが、参加者同士がもめるトラブルやクレームが同時多発的に発生し、スタッフが対応に追われていたところ、手薄になったCD販売のテントに二十数人が一気に押し寄せ、優先入場券を数百枚強奪するという事案が発生し、警察が介入する事態となり、急きょ中止が発表された。翌月5月11日、大阪・ららぽーとEXPOCITYで同イベントが開催された際は、4月29日より警備体制を強化（運営＆警備スタッフ：4/29の3倍の人員を配置）および関係機関の協力のもと、無事にイベントを成功させた。
2025年5月26日、TBS「CDTVライブ!ライブ!」に出演し、「モブノデレラ」をフルサイズで披露した。年末年始の特番を除き同番組初出演となった。2025年6月6日より期間限定（2025年7月4日29時59分まで）で同番組出演時の「モブノデレラ」披露映像が公式YouTubeチャンネルで公開された。
2025年5月31日、NHK「Venue101」に出演し、「モブノデレラ」を披露した。同番組への出演は5thシングル「はにかみショート」以来、5作ぶり2度目の出演となった。（川中子・永田は当時休業中だったため初出演）

## アートワーク
| Type-A     | 尾木波菜・河口夏音・菅波美玲・谷崎早耶・冨田菜々風・本田珠由記     |
| Type-B     | 落合希来里・蟹沢萌子・川中子奈月心・櫻井もも・鈴木瞳美・永田詩央里 |
| Type-C     | 全員                                                               |
| ノイミー盤 | 全員                                                               |

## ミュージック・ビデオ
モブノデレラ
監督：大野敏嗣 / 振付：武田舞香
2025年4月11日23時50分に公開された。ミュージックビデオとして異例の深夜帯での公開となったのは、童話「シンデレラ」を舞台とし、シンデレラではなく、その他大勢のエキストラ、いわゆるモブに焦点を当てた、プロデューサーであり作詞を担当する指原莉乃が『モブノデレラ』というあらたな物語を紡いだからである。
2025年5月29日、グループ史上初となる1000万回再生を突破した。
神様の言うとーり!
監督：荒船泰廣 / 振付：CRE8BOY
「学園アニメのオープニング」がテーマとなっている。
カフェ樂園
監督：QQQ / 振付：shoji（s**t kingz）

## メディアでの使用
神様の言うとーり!
テレビアニメ『甘神さんちの縁結び』第2クールエンディングテーマ。

## シングル収録トラック

### 全タイプ共通
| #         | タイトル                             | 作詞      | 作曲               | 編曲      | 時間  |
| --------- | ------------------------------------ | --------- | ------------------ | --------- | ----- |
| 1.        | 「モブノデレラ」                     | 指原莉乃  | 関口颯太、杉山勝彦 | 杉山勝彦  | 4:12  |
| 2.        | 「神様の言うとーり!」                | 指原莉乃  | 齋藤奏太           | 齋藤奏太  | 3:59  |
| 3.        | 「カフェ樂園」                       | 指原莉乃  | 古川貴浩           | 古川貴浩  | 4:04  |
| 4.        | 「モブノデレラ off vocal ver.」      |           | 関口颯太、杉山勝彦 | 杉山勝彦  | 4:12  |
| 5.        | 「神様の言うとーり! off vocal ver.」 |           | 齋藤奏太           | 齋藤奏太  | 3:59  |
| 6.        | 「カフェ樂園 off vocal ver.」        |           | 古川貴浩           | 古川貴浩  | 4:04  |
| 合計時間: | 合計時間:                            | 合計時間: | 合計時間:          | 合計時間: | 24:30 |

### Type-A
| #  | タイトル                                        | 作詞 | 作曲・編曲 |
| -- | ----------------------------------------------- | ---- | ---------- |
| 1. | 「イコノイジョイ大感謝祭 2024 ~ノイミー学園祭」 |      |            |

### Type-B
| #  | タイトル                                | 作詞 | 作曲・編曲 |
| -- | --------------------------------------- | ---- | ---------- |
| 1. | 「ノイミー学園 修学旅行 in 沖縄 ~前編」 |      |            |

### Type-C
| #  | タイトル                                | 作詞 | 作曲・編曲 |
| -- | --------------------------------------- | ---- | ---------- |
| 1. | 「ノイミー学園 修学旅行 in 沖縄 ~後編」 |      |            |

## 歌唱メンバー
モブノデレラ
（センター：冨田菜々風）
- 尾木波菜、落合希来里、蟹沢萌子、河口夏音、川中子奈月心、櫻井もも、菅波美玲、鈴木瞳美、谷崎早耶、冨田菜々風、永田詩央里、本田珠由記

神様の言うとーり!
（センター：冨田菜々風）
- 尾木波菜、落合希来里、蟹沢萌子、河口夏音、川中子奈月心、櫻井もも、菅波美玲、鈴木瞳美、谷崎早耶、冨田菜々風、永田詩央里、本田珠由記

カフェ樂園
（センター：永田詩央里）
- 蟹沢萌子、冨田菜々風、永田詩央里